# Brannon Braga
Brannon Braga (Bozeman, 14 de agosto de 1965) é um roteirista e produtor de televisão estadunidense. Braga é provavelmente mais conhecido por seu trabalho na franquia Star Trek, tendo trabalho em três das quatro séries modernas de Star Trek, co-criando Star Trek: Enterprise, e em dois filmes. Ele é a pessoa com o maior número de créditos como roteirista de toda a história da franquia. Além disso, ele co-escreveu a história do filme Mission: Impossible II, criou a série FlashForward e trabalhou como produtor executivo nas duas últimas temporadas de 24.

## Infância
Braga nasceu em Bozeman, Montana. Braga é um nome típico português que denuncia a ascendência lusitana, uma vez que o seu avô era português. Ele estudou Artes Cênicas e Cinema na Universidade de Kent e na Universidade da Califórnia.

## Carreira

### Star Trek: The Next Generation
Em 1990, Braga recebeu um estágio de oito semanas da Academia de Artes & Ciências Televisivas, se juntando a equipe de roteiristas de Star Trek: The Next Generation. Seu primeiro trabalho foi reescrever um roteiro chamado "Reunion", com Ronald D. Moore, e depois escrever um roteiro especulativo sozinho, que acabou se tornando o episódio "Identity Crisis". Isso o levou até uma posição fixa na equipe como roteirista, resultando em créditos para vários episódios populares como "Cause and Effect", Frame of Mind" e "Parallels".
No começo da sétima e última temporada de The Next Generation, Braga, agora co-produtor, e Moore foram escolhidos para escrever o roteiro do primeiro filma da franquia com o elenco de The Next Generation, Star Trek Generations, que foi desenvolvido em paralelo ao último ano do programa. Eles também foram escolhidos para escrever o roteiro do último episódio da série, "All Good Things...", vencendo o Hugo Award de Melhor Apresentação Dramática.

### Star Trek: Voyager
Quando The Next Generation se encerrou em 1994, Braga se juntou a equipe criativa de Star Trek: Voyager como um produtor. Em 1996, ele e Moore colaboraram novamente, desta vez no filme Star Trek: First Contact, que foi um sucesso de crítica e bilheteria. Depois da saída de Jeri Taylor ao final da quarta temporada de Voyager, Braga se tornou o produtor executivo do programa. A protagonista da série, Kate Mulgrew, respondeu positivamente à mudança, particularmente gostando da direção que Braga levou sua personagem:
| “ | Os roteiros estão excelentes nesta temporada [quinta]; Brannon é incrivelmente esperto, sombrio, criativo e engraçado de uma maneira que eu amo... É bem travesso e brincalhão, que é tão provocativo e fascinante. Ele conhece a voz de Janeway e a voz de Mulgrew, e ele as casou muito bem... Janeway nas temporadas um, dois e três é um pouco uma tiazona para meu gosto, não realmente quem Mulgrew é como Janeway. Brannon me assistiu com atenção como atriz nos últimos quatro anos, então ele sabe até onde posso ir, e quais são minhas forças. | ” |

Braga e Moore colaboraram mais uma vez em 1999, desta vez no roteiro do filme Mission: Impossible II. Apesar de seu rascunho não ter sido usado nas filmagens, foi o suficiente para lhes render o crédito de história. A Paramount Pictures também pediu para os dois escreverem o roteiro para o terceiro filme com o elenco da The Next Generation, porém ele não aceitaram.
Quando Star Trek: Deep Space Nine  encerrou em 1999, Moore foi transferido para a equipe criativa de Voyager como co-produtor executivo, porém rapidamente saiu do programa citando problemas ao trabalhar com seu antigo colaborador, Braga:
| “ | Estou muito magoado com Brannon. O que aconteceu entre eu e ele é apenas entre eu e ele. Foi uma quebra de confiança. Eu teria saído de qualquer programa onde eu não pudesse participar do processo. Eu não podia participar do processo, eu não era parte do programa. Eu fiquei muito desapontado que meu amigo de longa data e parceiro de escrita agiu daquela maneira, que cruzou um ponto onde eu achei que eu deveria sair de Star Trek, que era algo que significava muito para mim durante um longo tempo, desde minha infância até minha carreira profissional. | ” |

Anos depois os dois iriam fazer as pazes e retornariam a ser amigos.

### Star Trek: Enterprise
Quando Voyager se encerrou em 2001, Braga desenvolveu com Rick Berman a série Star Trek: Enterprise. Desde sua estréia em setembro de 2001 até o final da terceira temporada em maio de 2005, Braga foi o produtor executivo encarregado do dia a dia da série, entregando o cargo a Manny Coto no começo da quarta temporada. Entretanto, devido aos baixos indíces de audiências, Enterprise foi cancelada pela UPN em 2005.

### Threshold
Antes do cancelamento de Enterprise, Braga desenvolveu, junto com David S. Goyer e David Heyman, uma nova série de ficção científica para a CBS chamada Threshold, que estreou em setembro de 2005. Braga formou sua própria companhia de produção, a Braga Productions, para facilitar o projeto. Se passando nos dias modernos, a série se focava em um grupo de especialistas que investigam uma nave alienígena encontrada no Oceano Atlântico. A série começou a ser exibida às sextas-feiras, porém foi mudada para terças-feiras para tentar aumentar a audiência. Tudo foi em vão, e a CBS cancelou a série 23 de novembro de 2005.

### 24
Braga trabalhou como produtor executivo da série de ação 24, da Fox, em suas duas últimas temporadas, escrevendo o roteiro de alguns episódios.

### FlashForward
Braga foi o co-criador, junto com David S. Goyer, e produtor executivo da série de ficção científica da ABC FlashForward, que estreou em 24 de setembro de 2009. Ele co-escreveu o piloto com Goyer e co-escreveu o segundo episódio com o produtor executivo Marc Guggenheim. Braga permaneceu contratualemente ligado a 24 e não estava disponível para trabalhar em tempo integral na equipe de roteiristas de FlashForward. Em 13 de maio de 2010 a ABC cancelou FlashForward devido aos problemas comerciais e de críticas.